# Heo Young-saeng
Heo Young-Saeng (hangul: 허영생, hanja: 許永生; Geochang-gun, Jeolla del Norte, 3 de noviembre de 1986) es un cantante surcoreano, vocalista principal de la banda juvenil SS501 y líder del subgrupo Double S 301.

## Biografía
Desde el 31 de octubre de 2013, Heo estuvo en servicio activo como un agente de policía, como parte del servicio militar obligatorio. 21 meses de servicio obligatorio. Completó su servicio militar y se licenció oficialmente el 30 de julio de 2015. También está asociado con CI Entertainment.

## Carrera

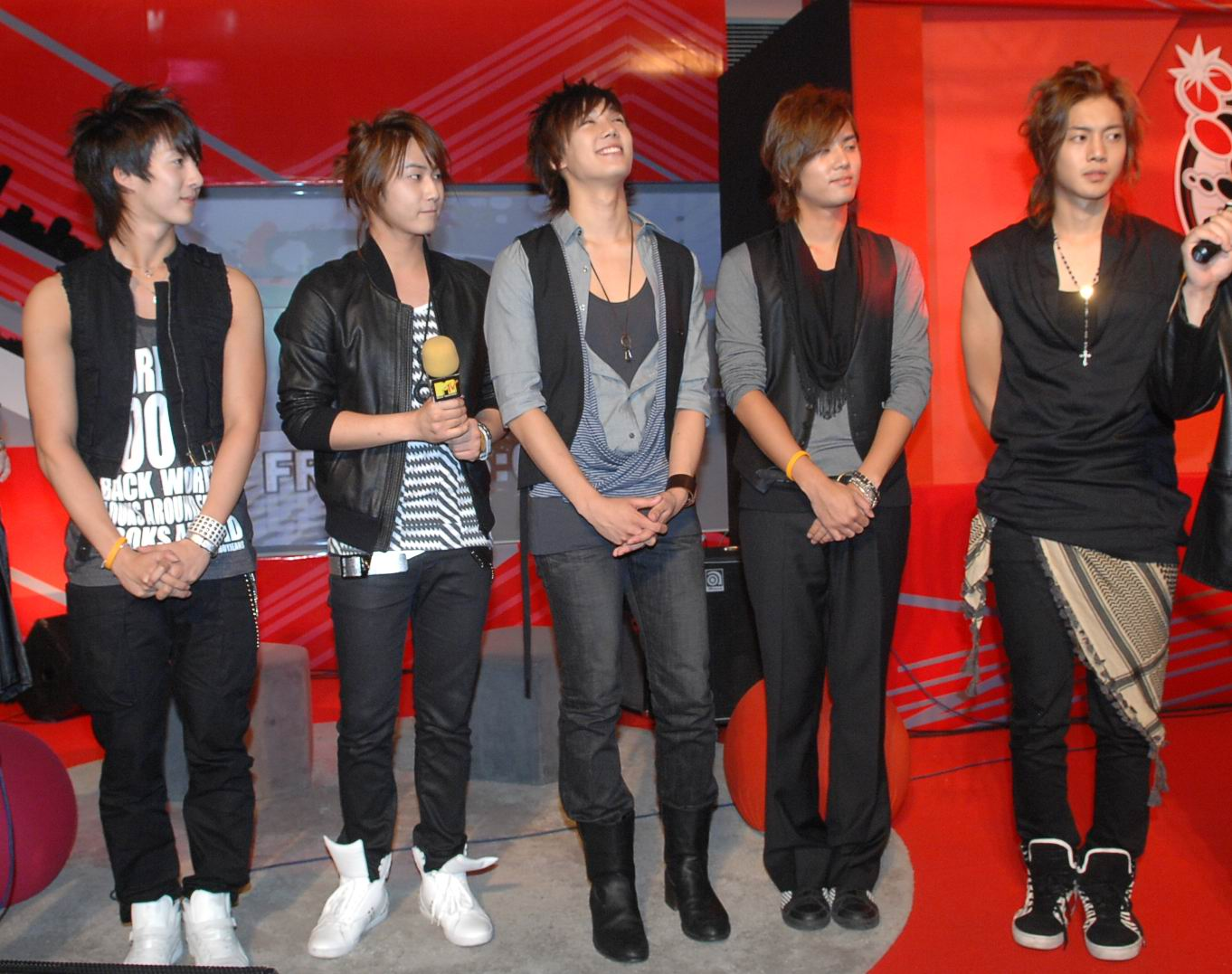
SS501

### Primeros años
Es hijo único. Tras finalizar los estudios postsecundarios, ingresó a la Universidad de Artes Escénicas de Seúl del Este.
Inició como aprendiz en SM Entertainment; luego fue transferido a diferentes empresas hasta que se unió a DSP Media (antigua DSP Entertainment). Finalmente debutó como miembro de la Boy band SS501 el 8 de junio de 2005.

### 2005-2009: Debut en SS501
Debutó como miembro de SS501 el 8 de junio de 2005, con el álbum entitulado Warning (Advertencia). Su segundo miniálbum fue Snow prince , publicado cinco meses después de su álbum debut. Durante este período fijan el nombre oficial del club de admiradores como Triple S y establecen como su color el verde perla. La banda ganó popularidad de inmediato, pues luego de su debut ganó varios premios para novatos.
Desde el 1 de mayo hasta el 21 de agosto de 2006, Heo fue el anfitrión del programa radial de SS501 Youngstreet SS501's en la cadena SBS junto a su compañero Park Jung Min. Sin embargo, tuvo que dejar el programa debido a una afección en la garganta que requirió de cirugía laríngea; por lo que su compañero de banda Kim Kyu-Jong asumió el cargo de DJ.

### 2010 -
En el 2010, Heo abandonó a DSP Media que lo tenía como integrante de SS501, para pasarse junto con su compañero musical Kim Kyu Jong a B2M Entertainment y poder dedicarse a su carrera como solista, haciendo su debut con el álbum Let it go (Déjalo ir) en mayo de 2011. Después de esto compuso varios álbumes en Corea del Sur y en Japón, algunas de sus canciones fueron un éxito. Por nombrar algunas: Crying (Llorando), The art of seduction (El arte de la seducción), Weak child (Niño débil) y 1, 2, 3. 
En el 2010, Heo interpretó su primer personaje en la comedia de enredo I need a fairy (Necesito un hada) de KBS 2TV.
Ha actuado en varios musicales, su debut en este campo fue en el 2011 en el musical The three musketeers encarnando a D'Artagnan; y también participó en el musical del drama japonés Summer snow.

## Discografía
| Miniálbumes - 2011 : Let it go - 2012 : SOLO - 2013 : Life - 2013 : She | Álbumes de estudio - 2012 : Over joyed - 2013 : Memories to you - 2018 : After The Rain |

## Filmografía

### Apariciones en televisión
| Año        | Programa            | Cadena  | Notas                                                             |
| ---------- | ------------------- | ------- | ----------------------------------------------------------------- |
| 2016       | King of Mask Singer | MBC     | 2 episodios - (ep. #73-74) - participó como "It is a Very Lonely" |
| 2011, 2013 | Happy Together      | KBS 2TV | 3 episodios - (ep. #196, 202, 299) - invitado                     |
| 2011       | Running Man         | SBS     | ep. #42 - (aparición especial)                                    |
| 2008, 2013 | We Got Married      | MBC     | (ep. 1.11; Global Edition) - invitado                             |
| 2006       | Infinite Challenge  | MBC     | invitado                                                          |

## Premios y nominaciones
| Año  | Premio                    | Categoría                       | Resultado |
| ---- | ------------------------- | ------------------------------- | --------- |
| 2012 | 1st Korea Practice Awards | Culture and Arts Practice Award | Ganador   |